# 仙酔峡ロープウェイ

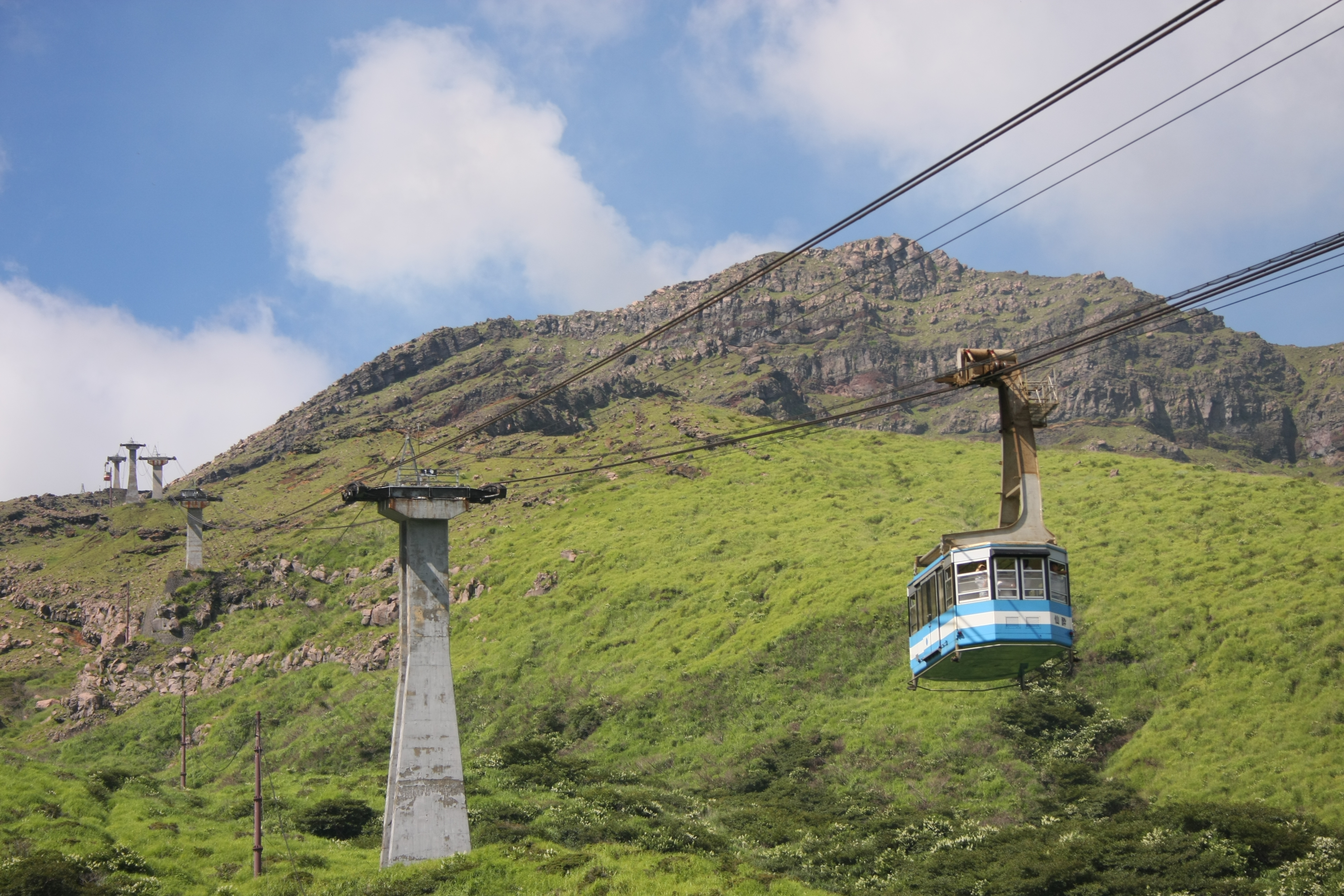
運行中の仙酔峡ロープウェイ

仙酔峡ロープウェイ（せんすいきょうロープウェイ）は、熊本県阿蘇市にあった索道である。第三セクターの東阿蘇観光開発株式会社が運行していた。

## 概要
阿蘇山の主要な観光ルートである火口西側にあった阿蘇山ロープウェーに対し、東側からアプローチする索道であった。阿蘇山の火山活動状況によっては山頂の火口東駅付近が立ち入り禁止となるため、運休することがあった。
麓側の仙酔峡はミヤマキリシマの群生で知られるため、見ごろとなる5月には乗客も増え、年間乗客数の40%程度がこの時期に集中していた。一方、阿蘇山ロープウェーの年間旅客数が57万人強であるのに対して、仙酔峡ロープウェイは8万人強と、旅客誘導の面でも苦戦していた（数値は2006年実績）。
主要な出資者である阿蘇市の財政が厳しい状況にあることから、2005年度からは運営する東阿蘇観光開発の見直しが行われた。
2010年5月4日から、モーター故障のため運休した。
2011年12月5日の阿蘇市議会本会議で、営業を休止する事が明らかにされた。「復旧に多額の資金が必要な為、運営を引き継ぐ事業体を募っていたが、関心を示していた企業との交渉がまとまらず、運行再開は困難になった」と伝えられた。
営業休止後は阿蘇市が損失を補填するとともに、施設維持のため最低限の業務を肩代わりしていた。しかし2016年の熊本地震により、ロープウェイ施設にアクセスするための市道が崩落するとともに、施設自体も被災し再開はさらに困難となった。
2019年には、東阿蘇観光開発の経営健全化方針が阿蘇市によって策定された。これにより、株式会社は精算、ワイヤーケーブルは阿蘇市へ無償譲渡されたうえで撤去される方向が示された。
令和元年度版九州運輸要覧で休止中とされていた東阿蘇観光開発および仙酔峡ロープウェイは、令和2年度版要覧では阿蘇山ロープウェーとともに事業者一覧から削除された。

## 路線データ

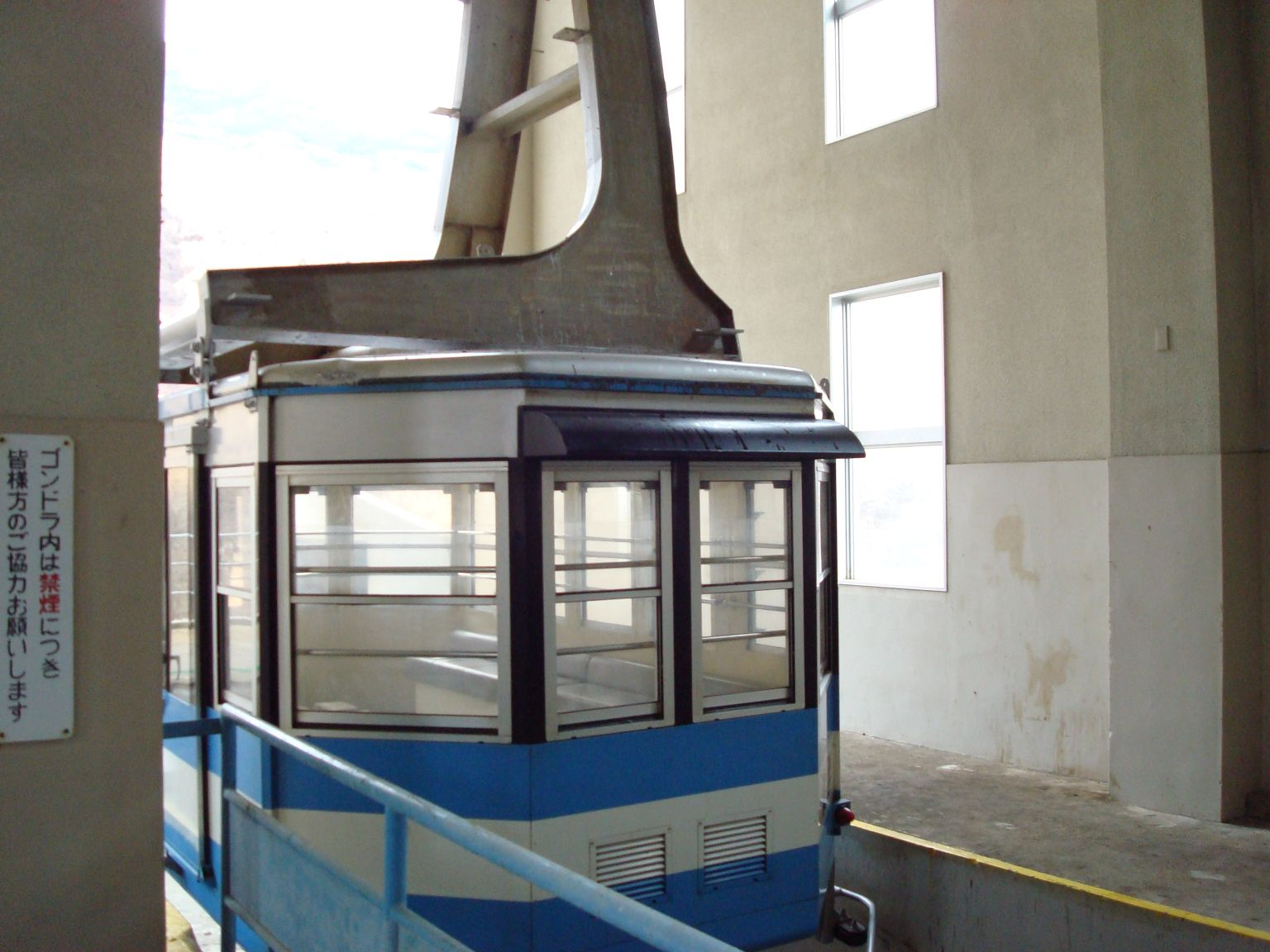
2003年に更新されたゴンドラ

- 全長 : 1,485m
- 高低差 : 389m
- 走行方式 : 4線交走式
- 定員 : 61人
- 運転時分 : 約9分
- 駅数 : 2駅

## 駅一覧

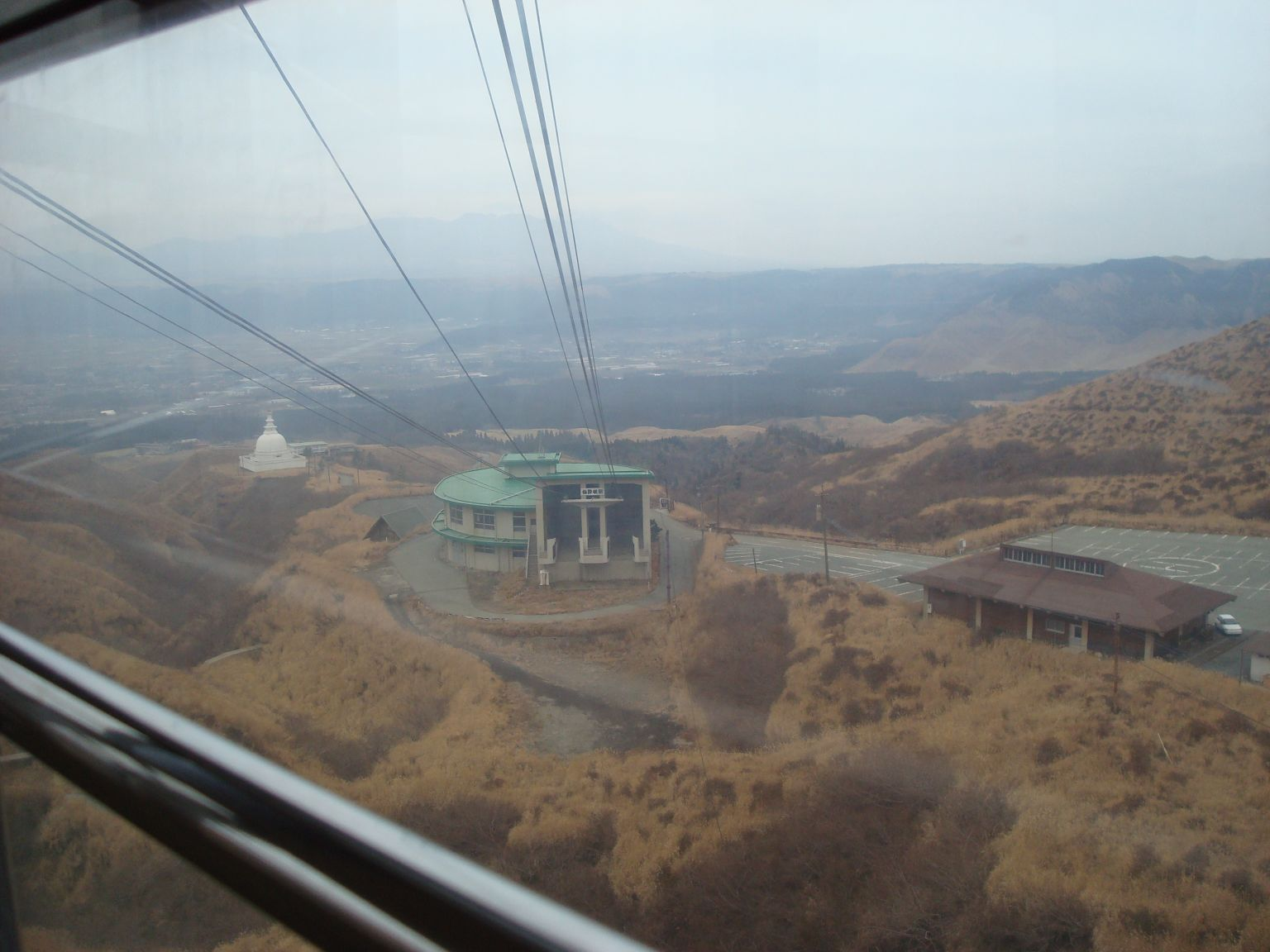
ゴンドラから見た仙酔峡駅

- 仙酔峡駅
仙酔峡道路終点付近にあった。
- 火口東駅
火口東展望所まで、徒歩15分程度の遊歩道が整備されていた。また1964年から1979年までは、当駅と阿蘇山ロープウェー火口西駅の間の専用道路を経由してマウントカーが運行されていた。

## 歴史
- 1964年8月18日 九州産業交通により仙酔峡ロープウェイ開通。
- 1979年9月6日 阿蘇山中岳火口の噴火に伴い運休[4]。
- 1986年8月16日 運行再開を目的として、東阿蘇観光開発を設立（九州産業交通のほか、現在の阿蘇市が45.5%を出資）。
- 2003年8月2日 施設、搬器（ゴンドラ）等をリニューアル。
- 2004年9月19日 国土交通省九州運輸局よりロープ磨耗の指摘を受け、改装のため運休。
- 2005年5月17日 ロープを交換し運行再開。
- 2010年5月4日 モーター故障のため運休。
- 2011年12月5日 営業休止を発表。
- 2019年7月23日 東阿蘇観光開発の経営健全化方針公表。